# Deadpool & Wolverine (trilha sonora)
Deadpool & Wolverine (Original Motion Picture Soundtrack) (também conhecido como Deadpool & Wolverine: Van Jamz) é o álbum da trilha sonora do filme Deadpool & Wolverine, da Marvel Studios. Foi lançado pela Hollywood Records em 24 de julho de 2024, com lançamento físico em 26 de julho. Um álbum separado das trilhas, Deadpool & Wolverine (Original Score), composto por Rob Simonsen, foi lançado digitalmente em 24 de julho com uma edição regular e uma edição deluxe que também inclui o álbum da trilha sonora. Um EP, intitulado Deadpool & Wolverine: Madonna's "Like a Prayer" EP, foi lançado pela Warner Records em 9 de agosto de 2024.

## Deadpool & Wolverine (Original Motion Picture Soundtrack)

### Contexto
A trilha sonora foi anunciada em 17 de julho de 2024, com a lista completa de 18 músicas. Apresenta contribuições de 'N Sync, Stray Kids, Fergie, The Platters, Huey Lewis and the News, Aretha Franklin e Green Day, entre outros.
Stray Kids, que competiu e ficou em primeiro lugar no reality show musical coreano Kingdom: Legendary War (2021) realizou um mashup de "God's Menu" e "Ddu-Du Ddu-Du", de Blackpink, com Felix vestido de Deadpool, prestando assim uma homenagem ao personagem e o filme; a banda e Ryan Reynolds, que interpreta Deadpool, compartilhavam uma relação mútua nas plataformas de mídia social. Reynolds queria que a banda aparecesse em uma sequência no filme, mas devido às disputas trabalhistas de Hollywood em 2023, isso era logisticamente impossível.
O filme e a trilha sonora também contaram com "The Greatest Show" da trilha sonora de The Greatest Showman (2017), que também estrelou o ator de Wolverine, Hugh Jackman, e atuou com Zendaya, Zac Efron, Keala Settle e o elenco do filme. O single de 1978 "You're the One That I Want" interpretado por John Travolta e Olivia Newton-John para a trilha sonora de Grease (1978) também foi ouvido no filme. Como os rumores da participação especial de Taylor Swift foram desmascarados, suas músicas não apareceram no álbum e no filme.

### Recepção
Pete Hammond, do Deadline Hollywood, escreveu "Musicalmente, porém, são as gotas da agulha que realmente arrasam". Vicky Jessop, do Evening Standard, e Cory Woodroof, do For The Win (USA Today), chamaram-no de "excelente" e "vitoriosamente ousado".

### Faixas
| N.º            | Título                                                             | Compositor(es)                                                      | Artista(s)                                                                | Duração |  |
| 1.             | "Only You (And You Alone)"                                         | Buck Ram                                                            | The Platters                                                              | 2:36    |  |
| 2.             | "Bye Bye Bye"                                                      | Kristian Lundin Jake Schulze Andreas Carlsson                       | NSYNC                                                                     | 3:20    |  |
| 3.             | "Angel of the Morning"                                             | Chip Taylor                                                         | Merrilee Rush                                                             | 3:19    |  |
| 4.             | "Slash"                                                            |                                                                     | Stray Kids                                                                | 3:11    |  |
| 5.             | "Glamorous"                                                        | Fergie Jamal Jones William Adams Elvis Williams Christopher Bridges | Fergie                                                                    | 4:08    |  |
| 6.             | "Iris"                                                             | John Rzeznik                                                        | Goo Goo Dolls                                                             | 4:50    |  |
| 7.             | "The Power of Love"                                                | Huey Lewis Chris Hayes Johnny Colla                                 | Huey Lewis and the News                                                   | 3:53    |  |
| 8.             | "I'm a Ramblin' Man"                                               | Ray Pennington                                                      | Waylon Jennings                                                           | 2:49    |  |
| 9.             | "You Belong to Me"                                                 | Chilton Price Pee Wee King Redd Stewart                             | Patsy Cline (featuring The Jordanaires)                                   | 3:06    |  |
| 10.            | "The Lady in Red"                                                  | Chris de Burgh                                                      | Chris de Burgh                                                            | 4:17    |  |
| 11.            | "I'm with You"                                                     | Avril Lavigne Lauren Christy Scott Spock Graham Edwards             | Avril Lavigne                                                             | 3:44    |  |
| 12.            | "The Greatest Show (From The Greatest Showman/Soundtrack Version)" | Benj Pasek and Justin Paul Ryan Lewis                               | Zac Efron Zendaya Hugh Jackman Keala Settle The Greatest Showman Ensemble | 5:02    |  |
| 13.            | "You're the One That I Want"                                       | John Farrar                                                         | John Travolta Olivia Newton-John                                          | 2:49    |  |
| 14.            | "I'll Be Seeing You"                                               | Sammy Fain (music) Irving Kahal (lyrics)                            | Jimmy Durante                                                             | 3:12    |  |
| 15.            | "Make Me Lose Control"                                             | Eric Carmen Dean Pitchford                                          | Eric Carmen                                                               | 4:47    |  |
| 16.            | "You're All I Need to Get By"                                      | Nickolas Ashford Valerie Simpson                                    | Aretha Franklin                                                           | 2:48    |  |
| 17.            | "Good Riddance (Time of Your Life)"                                | Billie Joe Armstrong                                                | Green Day                                                                 | 2:34    |  |
| 18.            | "LFG (Theme from Deadpool & Wolverine)"                            | Rob Simonsen                                                        | Rob Simonsen                                                              | 1:59    |  |
| Duração total: | Duração total:                                                     | Duração total:                                                      | Duração total:                                                            | 61:52   |  |

### Parada musical
| Chart (2024)             | Peak position |
| ------------------------ | ------------- |
| UK Album Downloads (OCC) | 21            |

### Histórico de lançamento
| Região | Data                | Edição | Formato(s)                             | Selo musical            | Ref.          |
| ------ | ------------------- | ------ | -------------------------------------- | ----------------------- | ------------- |
| Vários | 24 de julho de 2024 | Padrão | Download digital; streaming            | Hollywood; Marvel Music | [ 13 ]        |
| Vários | 26 de julho de 2024 | Padrão | CD; vinil                              | Hollywood; Marvel Music | [ 14 ] [ 15 ] |
| Vários | 26 de julho de 2024 | Deluxe | Download digital; streaming; CD; vinil | Hollywood; Marvel Music | [ 16 ]        |

## Deadpool & Wolverine (Original Score)

### Contexto
Rob Simonsen compôs a trilha sonora do filme depois de trabalhar anteriormente com o diretor Shawn Levy em The Adam Project (2022) e na quarta temporada de Stranger Things. Simonsen admitiu que o tom "exaustivamente engraçado" e a irreverência do filme guiaram sua paisagem musical onde "de certa forma, os riscos [para mim] são menores — são muito altos — mas apenas a capacidade de se divertir"; o filme passa por inúmeras mudanças de tom, passando do orquestral e emocional ao maluco e estranho, admitindo-o como uma "tela bastante ampla para poder pintar". Simonsen nunca conheceu Levy pessoalmente e o diretor supervisionou a trilha sonora do filme através de Zoom e FaceTime.

### Recepção
A Zanobard Reviews atribuiu 6/10 à trilha e escreveu "A trilha de Deadpool e Wolverine de Rob Simonsen é ... um esforço interessante, com certeza [...] Mas o tema principal não é tão interessante quanto você gostaria que fosse, a ação é um pouco genérica e os momentos mais calmos são bons, então no geral – é difícil ter muito a dizer sobre isso".

### Faixas
Todas as músicas compostas por Rob Simonsen, exceto onde indicado.
| N.º            | Título                                                                    | Duração |  |
| 1.             | "LFG (Theme from Deadpool & Wolverine)"                                   | 1:49    |  |
| 2.             | "Deadpool Has a Theme"                                                    | 2:29    |  |
| 3.             | "It’s Been a While"                                                       | 0:39    |  |
| 4.             | "Reaching Too High"                                                       | 2:15    |  |
| 5.             | "Make a Wish"                                                             | 1:26    |  |
| 6.             | "Walk with Me" ()                                                         | 2:27    |  |
| 7.             | "Two Choices"                                                             | 2:32    |  |
| 8.             | "Eating My Feelings"                                                      | 2:30    |  |
| 9.             | "They're Coming"                                                          | 2:26    |  |
| 10.            | "Family Feud"                                                             | 0:51    |  |
| 11.            | "I Love This Part"                                                        | 2:13    |  |
| 12.            | "Finger-Lickin' Dead-Inside Pixie Slab of Third Rate Dime-Store Nut-Milk" | 3:05    |  |
| 13.            | "Your Fingers Are Inside Me, But Not in a Good Way"                       | 3:41    |  |
| 14.            | "You Were Chest F'd by a Tree"                                            | 0:34    |  |
| 15.            | "Hideout"                                                                 | 1:52    |  |
| 16.            | "That's Her" ()                                                           | 0:52    |  |
| 17.            | "The Heroes We Were"                                                      | 1:04    |  |
| 18.            | "You Were Always the Wrong Guy" ()                                        | 3:24    |  |
| 19.            | "Name for Myself"                                                         | 2:02    |  |
| 20.            | "Death or Enslavement"                                                    | 1:49    |  |
| 21.            | "I Walked Away" ()                                                        | 2:11    |  |
| 22.            | "My Brother Loved You"                                                    | 3:29    |  |
| 23.            | "We Have Company"                                                         | 2:56    |  |
| 24.            | "I Called Some Friends"                                                   | 1:01    |  |
| 25.            | "Steadily Great Since Endgame"                                            | 1:29    |  |
| 26.            | "Enjoy My Peter"                                                          | 1:11    |  |
| 27.            | "Let's Up the Stakes"                                                     | 2:11    |  |
| 28.            | "He's Not Gonna Make It"                                                  | 3:18    |  |
| 29.            | "Ripper Carnage"                                                          | 1:01    |  |
| 30.            | "There's Nothing to Fix"                                                  | 1:24    |  |
| 31.            | "Special Sock"                                                            | 2:11    |  |
| 32.            | "Name for Myself" (alternate version)                                     | 1:33    |  |
| 33.            | "Fallen Heroes"                                                           | 3:15    |  |
| Duração total: | Duração total:                                                            | 61:51   |  |

1. ↑  Esta faixa faz referência ao tema de The Avengers, de Alan Silvestri.[20]
2. 1 2 3  Esta faixa faz referência ao tema de Logan, de Marco Beltrami.[21]

## Deadpool & Wolverine: Madonna's "Like a Prayer" EP

### Contexto
"Like a Prayer", de Madonna aparece no filme e foi bastante apresentada em trailers e material promocional. Reynolds, Jackman e Levy pediram permissão de Madonna para usar a música, que ofereceu notas sobre a cena onde queriam integrá-la. No entanto, a música não está incluída no álbum da trilha sonora, pois Madonna se recusou a dar permissão. Em 9 de agosto de 2024, um EP intitulado Deadpool & Wolverine: Madonna's "Like a Prayer" EP, foi lançado pela Warner Records, incluindo a versão original de "Like a Prayer", junto com o Battle Royale Mix e a versão Choir produzida para o filme.

### Faixas
| N.º            | Título                                                                                               | Compositor(es)                            | Produtor(es)                         | Duração |  |
| 1.             | "Like a Prayer" (performance de Madonna)                                                             | Patrick Leonard (música) Madonna (letras) | Madonna Patrick Leonard              | 5:40    |  |
| 2.             | "Like a Prayer - Battle Royale Mix from Deadpool & Wolverine" (performance de Madonna)               | Patrick Leonard (música) Madonna (letras) | Madonna Patrick Leonard Rob Simonsen | 2:48    |  |
| 3.             | "Like a Prayer - Choir Version From Deadpool & Wolverine" (performance de I'll Take You There Choir) | Patrick Leonard (música) Madonna (letras) |                                      | 2:32    |  |
| Duração total: | Duração total:                                                                                       | Duração total:                            | Duração total:                       | 11:00   |  |

## Música adicional
As canções "Hells Bells" do AC/DC, "This Is How We Do It" de Montell Jordan, "If This Is It" de Huey Lewis and the News e "Bring Em Out" de T.I. são apresentadas no filme, mas não incluídas no álbum da trilha sonora.